# Самокрутка

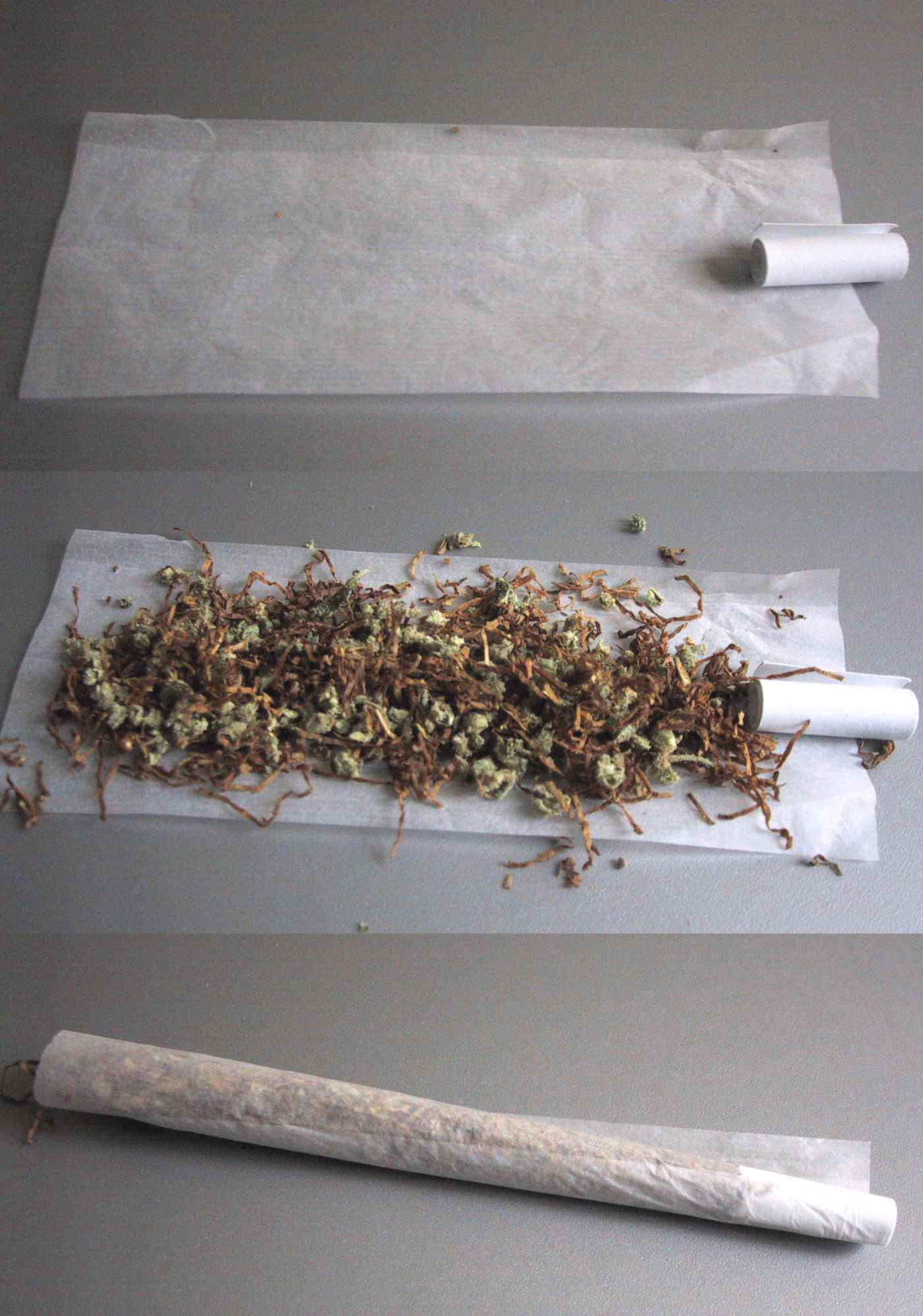
Виготовлення самокрутки

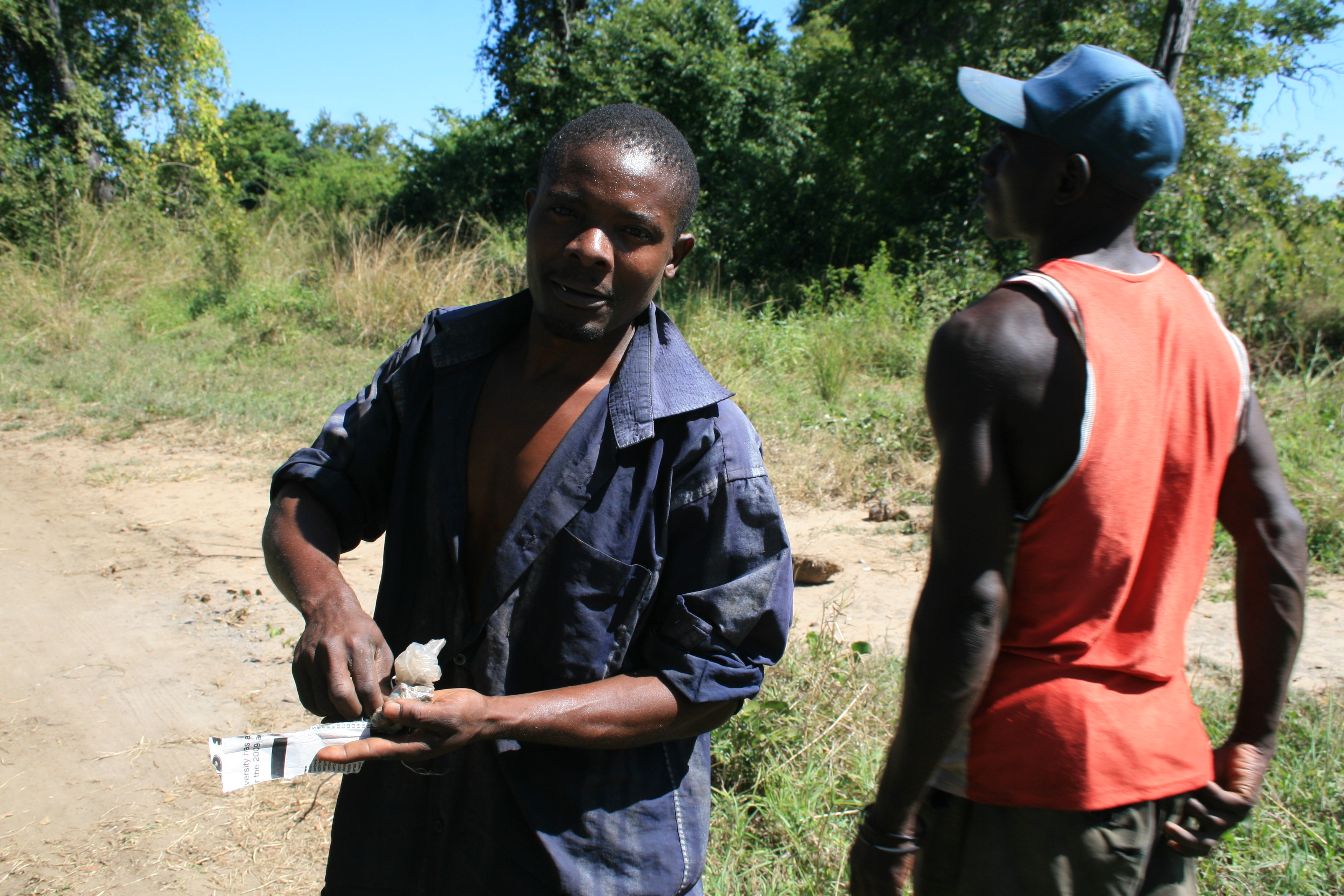
Замбієць, що виготовляє самокрутку.

Самокру́тка (англ. Roll-Your-Own, RYO, MYO, rollies, roll-ups, hand-rolled cigarettes, або просто rolls), діал. скру́тлик — саморобна цигарка. Назва слова походить шляхом об'єднання займенника «сам» і дієслова «крутити», тобто «скручувати самому». Як випливає з назви, зазвичай, самокрутки виготовляються самим курцем з тонко нарізаного розсипного тютюну та цигаркового паперу, іноді з використанням спеціальної закатньої машинки.
У самокрутках містяться ті самі ж токсичні і канцерогенні речовини (смоли, нікотин, нітрозаміни та багато іншого), що і в звичайних цигарках, найчастіше у вищих концентраціях, у зв'язку з чим курці самокруток більш схильні до ризику захворювання на рак ротової порожнини, горла, гортані, легень, шлунку та стравоходу.